# Ibthorpe
Ibthorpe – wieś w Anglii, w hrabstwie Hampshire. Leży 25 km na północ od miasta Winchester i 96 km na zachód od Londynu.